# KING-TV
KING-TV est une station de télévision américaine située à Seattle dans l'État de Washington affilié au réseau NBC et appartenant à Tegna Inc. Elle possède une station sœur, KONG (en), indépendante.

## Canada
KING est une des cinq stations de télévision locales de Seattle à être aussi reçues au Canada via les fournisseurs par satellite Bell Télé et Shaw Direct et la plupart des câblodistributeurs.

## Télévision numérique
| Canal virtuel | Image | Ratio | Programmation                             |
| ------------- | ----- | ----- | ----------------------------------------- |
| 5.1           | 1080i | 16:9  | Programmation principale KING-TV / NBC HD |
| 5.2           | 480i  | 16:9  | True Crime Network (en)                   |
| 5.3           | 480i  | 16:9  | Quest (en)                                |
| 5.4           | 480i  | 16:9  | Twist (en)                                |
| 5.5           | 480i  | 16:9  | QVC2                                      |